# Kabinett Kuroda
Das Kabinett Kuroda (jap. 黒田内閣, Kuroda naikaku) regierte Japan vom 30. April 1888 bis zum 24. Dezember 1889. Es stand bis 25. Oktober 1889 unter Führung von Premierminister Generalleutnant Graf Kuroda Kiyotaka, danach übernahm Fürst Sanjō Sanetomi als geschäftsführender Premierminister. Wegen seiner relativ langen Amtszeit wird Sanjōs geschäftsführendes Kabinett gelegentlich auch als eigenständiges Übergangskabinett Sanjō (三条暫定内閣 Sanjō zantei naikaku) betrachtet.
Am 11. Februar 1889, am Tage der Verkündigung der Meiji-Verfassung, wurde Kultusminister Mori Arinori von einem Ultranationalisten mit dem Messer angegriffen und verstarb am folgenden Tag.
| Amt                                    | Name                                      | Herkunft                        |
| -------------------------------------- | ----------------------------------------- | ------------------------------- |
| Premierminister                        | Kuroda Kiyotaka bis 25. Oktober 1889      | Satsuma                         |
| Premierminister                        | Sanjō Sanetomi bis 24. Dezember 1889      | Hofadel                         |
| Außenminister                          | Ōkuma Shigenobu bis 24. Dezember 1889     | Hizen                           |
| Innenminister                          | Yamagata Aritomo bis 24. Dezember 1889    | Chōshū                          |
| Finanzminister                         | Matsukata Masayoshi bis 24. Dezember 1889 | Satsuma                         |
| Heeresminister                         | Ōyama Iwao bis 24. Dezember 1889          | Satsuma                         |
| Marineminister                         | Saigō Tsugumichi 24. Dezember 1889        | Satsuma                         |
| Justizminister                         | Yamada Akiyoshi 24. Dezember 1889         | Chōshū                          |
| Kultusminister                         | Mori Arinori bis 12. Februar 1889         | Satsuma                         |
| Kultusminister                         | Ōyama Iwao bis 22. März 1889              | Satsuma                         |
| Kultusminister                         | Enomoto Takeaki bis 24. Dezember 1889     | Bakushin (Ex-Shōgunatsanhänger) |
| Minister für Landwirtschaft und Handel | Enomoto Takeaki bis 25. Juli 1889         | Bakushin                        |
| Minister für Landwirtschaft und Handel | Inoue Kaoru bis 24. Dezember 1889         | Chōshū                          |
| Minister für Kommunikation             | Enomoto Takeaki bis 22. März 1889         | Bakushin                        |
| Minister für Kommunikation             | Gotō Shōjirō bis 24. Dezember 1889        | Tosa                            |
| Minister ohne Geschäftsbereich         | Itō Hirobumi bis 30. Oktober 1889         | Chōshū                          |

## Andere Positionen
| Amt                        | Name                            | Herkunft |
| -------------------------- | ------------------------------- | -------- |
| Chefkabinettssekretär      | Komaki Masanari ab 28. Mai 1888 | Satsuma  |
| Leiter des Legislativbüros | Inoue Kowashi                   | Higo     |